# Asbach-Sickenberg
Pour les articles homonymes, voir Asbach.
Asbach-Sickenberg est une commune allemande située dans l'arrondissement d'Eichsfeld en Thuringe.

## Géographie

Situation de la commune (en rouge) dans l'arrondissement

Asbach-Sickenberg est située dans le sud-ouest de l'arrondissement, à la limite avec l'arrondissement de Werra-Meissner (Hesse), sur la Hainsbach, affluent de la Werra, au sud des Monts Gobert. La ville fait partie de la Communauté d'administration d'Uder, elle se trouve à 2 km à l'est de Bad Sooden-Allendorf et à 22 km au sud-ouest de Heilbad Heiligenstadt, le chef-lieu de l'arrondissement.

## Histoire
La première mention écrite du village d'Asbach date de 1284, pour celui de Sickenberg, il faut attendre 1298. Ils ont tous deux appartenu à la seigneurie d'Altenstein dont les ruines du château sont proches.
Uder a appartenu à l'Électorat de Mayence jusqu'en 1802 et à son incorporation à la province de Hesse-Nassau dans le royaume de Prusse (gouvernement de Cassel, cercle de Witzenhausen).
À la suite de l'agrément de Wanfried, Asbach et Sickenberg furent inclus dans la zone d'occupation soviétique après la Seconde Guerre mondiale avant de rejoindre le district d'Erfurt en RDA jusqu'en 1990.
En 1950, les deux communes d'Asbach et de Sickenberg fusionnèrent pour former la nouvelle commune d'Asbach-Sickenberg. La commune était situé en bordure du Rideau de fer.

## Démographie
| 1910 | 1933 | 1939 | 1995 | 2000 | 2005 | 2010 |
| ---- | ---- | ---- | ---- | ---- | ---- | ---- |
| 293  | 270  | 266  | 114  | 114  | 124  | 116  |